# Пузур-Мама
Пузур-Мама — правитель (лугаль) шумерської держави Лагаш. Його правління припадало приблизно на першу половину XXII століття до н. е. Був сучасником царя Шаркалішаррі. Збереглись написи Пузур-Мами, у яких йдеться про обдаровування його богами Нінгірсу, Енкі й Інанною.